# ایزدمرغ تاگولا
ایزدمرغ تاگولا (نام علمی: Manucodia alter) گونه‌ای از مرغ بهشتی است.
ایزدمرغ تاگولا، بومی پاپوآ گینه نو، در جزیره تاگولا از مجمع‌الجزایر لوئیسیاد پراکنده است.